# Beleznay Zsuzsánna
Pilisi és beleznai gr. Beleznay Zsuzsanna (1795. szeptember 15. – 1845. március 7.) műfordító.
Házasságot kötött Pesten, 1815. április 9-én.
- Ő volt August von Kotzebue  munkáinak első magyar fordítója.
- Kotzebue A néma című vígjátékát fordította, amelyet 1813. augusztus 20-án, majd 1814. május 31-én adtak elő a Pesti Színpadon.